# Martąg
Martąg – osada w Polsce położona w województwie pomorskim, w powiecie malborskim, w gminie Nowy Staw na obszarze Wielkich Żuław Malborskich przy drodze krajowej nr 55.
W latach 1975–1998 miejscowość administracyjnie należała do województwa elbląskiego.

## Historia
Według noty SgKP z roku 1885  Martąg, niemiecka nazwa Irrgang, stanowił wieś w powiecie malborskim posiadał 4 wolne chełmińskie posiadłości i 1 zagrodę, łącznie 43 włók i 9 mórg obszaru. Około 1885 roku było tu 124 mieszkańców. W roku 1868 wieś zamieszkiwało 77 katolików, 32 ewangelików oraz  15 mennonitów. Parafia ewangelicko katolicka i okrąg urzędu stanu cywilnego mieścił się Lasowicach odległych od Malborka ¾ mili. Dokument lokacyjny wsi datowany jest na rok  1341..